# Aggrogant
Aggrogant jest albumem niemieckiego rapera G-Hot, został wydany w wytwórni Aggro Berlin. Na płycie możemy usłyszeć dużą liczbę gości między innymi: Fler, Sido czy B-Tight. Płytę promował niskobudżetowy klip G-Hot es geschafft z gościnnym udziałem Fler.

## Lista utworów
1. G-Hot es geschafft (feat. Fler) – 3:40
2. A.G.G.R.O. Mafia (feat. Fler) – 2:47
3. Von A nach B – 4:40
4. Ab wann bist du ein Gee? – 4:29
5. Wieviele Rapper rappen – 4:01
6. Skit – 0:09
7. Berliner Sommer (feat. Boss A) – 4:04
8. Ja, Ja, Ja, Ja, Ja (feat. Fler) – 3:52
9. Titten & Popo’z (feat. Sido & B-Tight) – 4:13
10. Rette sich wer kann! – 3:17
11. Der Hater Song – 3:26
12. Blackout – 3:21
13. 62 Assis (feat. B-Tight) – 3:23
14. Wer will jetzt Streit? (feat. Fler) – 3:32
15. Du Opfer Part II – 2:49
16. Alles worum es geht! (feat. Frauenarzt) – 2:45
17. 3 Loch Zicke (feat. Boss A, Major & MV Schlampe) – 3:53
18. Schlabber Schlabber (feat. MOK) – 3:44
19. Mein bester Freund – 3:43
20. Arm oder reich (feat. MC Bogy) – 2:25
21. Ach ja, damals – 3:05
22. Outro – 2:44